# بیکر (داکوتای شمالی)
بیکر (به انگلیسی: Baker) یک منطقهٔ مسکونی در ایالات متحده آمریکا است که در شهرستان بنسون، داکوتای شمالی واقع شده است. بیکر ۵۰۱ متر بالاتر از سطح دریا واقع شده است.